# Charte olympique
 (août 2025).
Si vous disposez d'ouvrages ou d'articles de référence ou si vous connaissez des sites web de qualité traitant du thème abordé ici, merci de compléter l'article en donnant les références utiles à sa vérifiabilité et en les liant à la section « Notes et références ».

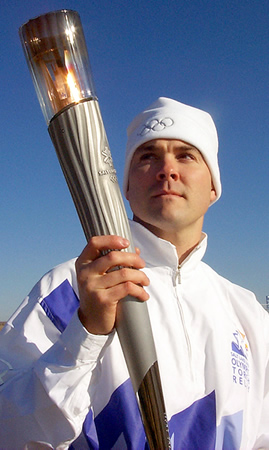
La flamme olympique.

La Charte olympique est un ensemble de règles et de lignes directrices qui définit les principes fondamentaux pour l'organisation des Jeux olympiques et pour diriger le mouvement olympique

## Historique
La Charte est publiée dès 1908 sous le nom Comité International Olympique - Annuaire, et reprend des règles écrites par Pierre de Coubertin en 1899. La Charte olympique est connue sous son nom actuel depuis 1978. La version actuelle date du 15 octobre 2023.

## Contenu
La Charte olympique est composée de six chapitres et de soixante et un articles.
Le chapitre 1 définit le Mouvement olympique, mission et rôle du CIO y compris la non-discrimination, égalité entre les hommes et les femmes, le développement durable (art. 2). Ses trois principales parties constitutives sont le CIO, les fédérations internationales et les comités nationaux olympiques (art. 1).
Le chapitre 2 décrit le Comité international olympique comme une « organisation internationale non gouvernementale à but non lucratif dotée de la personnalité juridique » dont le siège est à Lausanne, en Suisse et ayant pour but de « remplir la mission, le rôle et les responsabilités que lui assigne la Charte olympique » (art. 15).
Le chapitre 3 décrit la mission et le rôle des fédérations internationales. Ce sont des « organisations internationales non gouvernementales qui administrent un ou plusieurs sports à l'échelle mondiale et qui comprennent des organisations administrant ces sports au niveau national » (art. 25).
Le chapitre 4 définit les comités nationaux olympiques. Leur mission est de « développer, protéger et promouvoir le Mouvement olympique dans leurs pays respectifs, conformément à la Charte olympique » (art. 27).
Le chapitre 5 décrit les règles des Jeux olympiques. Cela inclut la célébration des Jeux, l'élection de la ville hôte, le comité d'organisation, le code d'admission aux Jeux olympiques, le programme des Jeux et le protocole olympique (symboles et cérémonies).
Le dernier chapitre décrit les mesures et sanctions en cas de violation de la Charte olympique.